# غامبيا باتيست

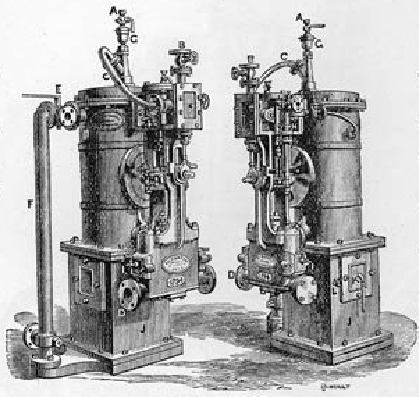

## الصانع
كان ألكسندر تشابلن وشركاه (المعروف أيضًا باسم AC and Co. Alex. Chaplin & Co.) نقابة تصنيع مقرها في المملكة المتحدة خلال منتصف القرن التاسع عشر إلى أوائل القرن العشرين مع منشآت التصنيع والهندسة الهندسية الموجودة في كرانستونهيل المحرك المحرك، غلاسكو. من بين منتجاتها العديدة المسجلة ببراءة اختراع والمصنعة، كان أحد الأجهزة البارزة التي تم تطويرها هو جهاز تقطير براءات الاختراع Chaplin مع مضخة بخارية لتدوير المياه المرفقة.
تأسس المكتب الإداري لشركة Alexander Chaplin & Co. في عام 1857، وكان يقع في 63 Queen Victoria Street ، لندن، إنجلترا،  قبل أن يتم الاستيلاء عليها من قبل شركة Herbert Morris، LTD في عام 1932.  أليكس. وافتخر شابلن وشركاه بأن منتجاتهم «كانت دائمًا في المخزون أو قيد التقدم».أنتجت تشابلنز مجموعة من المنتجات الصناعية التي تعمل بالبخار بما في ذلك الرافعات البخارية والرافعات والقاطرات ومحركات الضخ واللف ومحركات سطح السفينة وأجهزة تقطير مياه البحر، المستخدمة في جميع أنحاء العالم خلال القرنين التاسع عشر والعشرين. كان جهاز تقطير مياه البحر لبراءات الاختراع من تشابلن مع مضخة بخارية متصلة لتدوير المياه جهازًا مدمجًا ومريحًا للغاية، مصمم للاستخدام البحري ولكنه قادر على التكيف لاستخدام الأراضي أيضًا.

### التاريخ
تم اعتماد جهاز شابلن من قبل العديد من شركات الشحن البريطانية والكونتيننتال الهامة بما في ذلك شبه الجزيرة والشرقية، وخط إنمان، وشمال ألمانيا لويد، وشركات هامبورغ الأمريكية. استخدمت البحرية البريطانية مثل هذه الأجهزة. . نظر رؤساء مجلس إدارة البحرية الأمريكية في تزويد الطرادات USS Baltimore (C-3) و USS Philadelphia (C-4) بأجهزة التقطير لتوفير المياه العذبة للغلايات من تقطير مياه البحر، ولكن لم يتم الإشارة إلى لشركة شابلن في مناقشاتهم المبلغ عنها. بالإضافة إلى السفن التجارية والركاب، استخدمت الزوارق الحربية الأمريكية مثل هذه المقطرات.
كما تم استخدام مقطرات شابلن في البيئات الأرضية. خلال حملات السودان (1881-1885 و1896-1899)، استخدمت القوات البريطانية المقطرات لتزويد جنودها بمياه الشرب العذبة في سواكن والسودان. كان هذا الإمداد بمياه الشرب العذبة في غاية الأهمية في الحرب الأنجلو المصرية عام 1882. تقطيرات مماثلة، مثل الدكتور نورماندي، [من؟] كانت على نطاق أكبر بكثير، حيث تم تقطير حوالي 12000 جالون من الماء في الساعة [مشكوك فيه - ناقش] ،  في حين أن جهاز تشابلن المقطر المستخدم على متن السفن أنتج ما يقرب من 23 جالونًا من المياه العذبة في الساعة. بشكل أساسي، تم إنتاج الماء المقطر لمصر في جهاز خاص بأشكال مختلفة من المكثفات المستخدمة. مبدأ التقطير هو نفسه جهاز البواخر. على السفن، يتم توليد البخار في إحدى غلايات السفن ثم يتم تكثيفه وتصفيته وتهويته في الجهاز. على الأرض، يجب أن تستمر المحركات في العمل من أجل ضخ الماء المقطر خارج المكثف.

## طريقة التشغيل
من أجل التحضير الناجح لمياه الشرب من مياه البحر، تم اعتبار الشروط التالية لجهاز التقطير ضرورية. أولاً، يجب تهوية المنتج المقطر بحيث يكون متاحًا على الفور لأغراض الشرب والتخزين. ثانيًا، يجب أن تكون كمية الفحم المستخدمة للحصول على الحد الأقصى لحجم المياه الصالحة للشرب عند مستوى الإنفاق الأدنى والثالث، يجب أن تكون أجزاء عمل الجهاز بسيطة بما يكفي لمنعها من الانهيار وتمكين القابلات غير المهرة من العمل بأمان. «جهاز التقطير ألكسندر شابلن هو من بين أشكال الأجهزة التي استوفت تمامًا مثل هذه الظروف». 

## جهاز
تم تصميم جهاز التقطير Alexander Chaplin & Co مبدئيًا للاستخدام على متن الأوعية البخارية حيث يمكن تزويده بالبخار إما من الغلاية الرئيسية أو غلاية حمار مع تدوير مياه التبريد من مضخة مدفوعة من المحرك الرئيسي أو مساعد. إن الإضافة اللاحقة لمضخة دوران تعمل بالبخار متكاملة مع الجهاز تعني أنه يمكن أيضًا استخدامها كجهاز مستقل على أي وعاء مجهز بغلاية حمار (مساعدة) موجودة، مثل سفينة شراعية مجهزة بمرفاع بخاري. يتألف الجهاز من أنبوب تكثيف ملفوف بطول 60 قدمًا (18 م) تقريبًا يوضع داخل غلاف أسطواني مملوء بمياه تبريد متغيرة باستمرار. كان الغلاف مصنوعًا من الحديد المصبوب وملفات مصنوعة من النحاس. تم تزويد الملفات بالبخار إما من عادم المحرك، أو من تغذية مباشرة من المرجل. مضخة دوارة، إما مدفوعة من المحرك الرئيسي على سفينة بخارية، أو مدمجة مع الجهاز على متن سفينة شراعية، وفرت تيارًا مستمرًا من مياه التبريد المتدفقة عبر المكثف. تم تركيب كوب نحاسي مغطى مع ثقوب صغيرة قابلة للتعديل حول المحيط في الطرف العلوي من الملف البخاري. أثناء التشغيل، سحبت النفاثة البخارية الهواء من الفتحات المحيطية في الكوب وملأت الملفات بمزيج من الهواء والبخار، وكلاهما يبرد البخار ويقلل ضغطه. أثناء مروره في الملف، تم تبريد خليط الهواء / البخار أكثر بواسطة المياه المحيطة، وتكثيفه كقطرات ماء على جدران الملف. سيجمع الماء الخلوي كسائل شفاف ومشرق وعديم الرائحة عند درجة حرارة حوالي 13 درجة مئوية (55 درجة فهرنهايت) في الجزء السفلي من الملف، ليتم سحبه للاستخدام. يمكن للآلة توفير ما يقرب من 23 جالونًا أمريكيًا (87 لترًا؛ 19 جالونًا بحريًا) من الماء في الساعة. "تم جمع عينات المياه الخاضعة للتحليل في أوقات مختلفة مباشرة من جهاز براءات الاختراع على متن السفينة... ونتائج تجربتي مع الماء المقطر في ألكسندر تشابلن وشركاه كانت حاسمة في إظهار أن المياه ممتازة الجودة في كل مكان "."